# Lac Laanemaa
Le lac Laanemaa (en estonien : Laanemaa järv est un lac se situant dans la commune de Saue en Estonie,.

## Présentation
La superficie du lac est de 9 hectares et il mesure 400 mètres de long et 280 mètres de large. 
Le lac a deux îles d'une superficie totale de 0,47 ha. 
D'autres îles couvertes de roseaux, nombreuses sur le lac, peuvent également être comptées comme des îles,.
La profondeur maximale du lac est d'environ 2 mètres. Son littoral s'étend sur 2,9 kilomètres et ses rives sont des marais ou des roselières,. 
Le lac fait partie de la réserve naturelle d'Orkjärvi dont il est situé à l'extrémité nord-ouest.
Il n'y a pas de fossé de drainage naturel, mais un fossé a été creusé et conduit aux fossés de la zone forestière du nord. 
Ils s'écoulent dans le ruisseau Munalaskme, qui est un affluent du fleuve Vasalemma,.